# Бања Клокот
Бања Клокот са Клокотом су неодвојиви делови насеља у општини Витина, Косово и Метохија, Република Србија. Од 1999. године углавном простор око бање заузели су Албанци.

## Географија
Клокот бања се налази у општини Витина, Косово и Метохија, Република Србија. Клокот бања се налази на 15 километара југозападно од Гњилана и исто колико источно од Урошевца. Од Витине је 6 километара север-североисточно.

## Термални извори
Има неколико термалних извора чија се температура креће од 16 до 32 °C, па и до 50 °C. Стара бања је имала 200 када и два базена за по 50 особа у једној смени, а сада су капацитети дупло већи, са изградњом приватног хотела са стационаром и базенима. Вода из бање се флашира и продаје и има више мањих приватних погона, поред већег некада друштвеног погона, као што су Аквасана, власништво Спасић Срећка, Јета, Ује и мир, власник приватног предузећа Шенди из Качаника са погоном у Клокоту.